# Het Moment van de Waarheid
Het Moment van de Waarheid was de Nederlandse versie van het oorspronkelijk Colombiaanse spelprogramma Nada más que la verdad. In de Verenigde Staten staat het programma bekend onder de titel The Moment of Truth. Het eerste seizoen begon op 6 september 2008 en eindigde op 1 november 2008. In januari 2009 werden vier nieuwe afleveringen uitgezonden.

## Opzet
Een kandidaat kreeg onder leiding van Robert ten Brink eenentwintig vragen voorgelegd. De kandidaat moest deze vragen naar waarheid beantwoorden. De kandidaat had eerder 50 vragen beantwoord toen hij vastzat aan een leugendetector. Van deze 50 vragen waren voor de uitzending eenentwintig vragen geselecteerd. De kandidaat moest nu wederom de waarheid spreken. Indien de kandidaat wist dat hij tijdens de leugendetectorsessie niet de waarheid had gesproken, dan kon hij dit alsnog doen. Een kandidaat was verplicht te antwoorden zodra de vraag gesteld was.
De familie en/of vrienden van de kandidaat waren in de studio aanwezig en kregen zowel de vragen als antwoorden te horen. De familie en/of vrienden hadden de mogelijkheid op een knop te drukken, waarna Ten Brink verderging met de volgende vraag - het antwoord op de laatste vraag werd dan niet genoemd.
Elke keer wanneer de kandidaat naar waarheid antwoordde, maakte de hij kans op meer geld, maar wanneer hij een leugen vertelde, won hij niets.

## Spelverloop
Het hoogste bedrag dat gewonnen kon worden, was € 100.000. De kandidaat kon, nadat de voorafgaande vraag goed was beantwoord, stoppen en het gewonnen bedrag meenemen. Er kon alleen gestopt worden tussen de vragen door. Als de kandidaat de eerste zes vragen goed beantwoordde, kreeg hij € 1.000. Wanneer de volgende vijf vragen goed werden beantwoord, won hij € 5.000, na de volgende vier vragen € 15.000, na daarna drie vragen goed te hebben beantwoord € 35.000, na de volgende twee vragen € 50.000, en na de laatste vraag € 100.000.